# Tales of Terror (Hallows Eve)
Tales of Terror è il primo album in studio del gruppo musicale thrash metal statunitense Hallows Eve pubblicato dall'etichetta discografica Metal Blade Records negli Stati Uniti e dalla Roadrunner Records in Europa nel 1985.

## Il disco
Il disco contiene le tracce Hallow's Eve, Valley of the Dolls e Metal Merchants, gli stessi brani che vennero in precedenza inclusi nell'omonimo demo del 1984. Per le composizioni la band si avvalse di soluzioni stilistiche sviluppate su ritmiche veloci e riff aggressivi, presentando anche alcuni passaggi più melodici, e con sonorità tipicamente speed metal. Le parti vocali vennero impostate sia su tonalità acute che su timbri bassi e quasi gutturali, interpretando i vari momenti dei testi incentrati quasi unicamente su tematiche di genere horror. Gli argomenti trattati sono infatti correlati al titolo dell'album, che significa racconti del terrore, e riguardano ad esempio:
- le invasioni aliene del brano Outer Limits:[8]

- la follia di un uomo che crede di vivere in un film dell'orrore; il ritornello di Horroshow recita appunto:[9]

- una casa stregata oggetto della canzone The Mansion, che narra di presenze soprannaturali evocate dalla magia nera[10]
- le entità demoniache incontrate nella storia raccontata in Hallow's Eve (Including Routine), da cui il verso:[11]

Per le caratteristiche sopra elencate, quando uscì destò interesse tra i fan dell'thrash metal, essendo uno dei primi dischi di questo genere. Inoltre ricevette delle buone recensioni, venendo particolarmente apprezzato dalla rivista specializzata Rock Hard edita in Germania, la quale gli assegnò il voto nove. Con questo lavoro il gruppo fu anche tra i precursori dell'heavy metal incentrato su argomenti legati al genere dell'orrore, se si escludono alcuni brani precedenti come Black Sabbath dell'omonima band (1970) e Phantom of the Opera degli Iron Maiden (1980), questo fu uno dei primi esempi di concept album di genere horror, similmente a quelli realizzati da King Diamond e Death SS.

### Edizioni
Il disco venne dato alle stampe su musicassetta e su disco in vinile, entrambi i formati furono fabbricati e distribuiti negli U.S.A. da Combat Records su licenza della Metal Blade, la quale si avvalse della Roadrunner Records per la pubblicazione europea.
Uscì per la prima volta in CD nel 1990 ed in seguito fu ristampato nel 1994 e nal 1997, inoltre venne incluso, in versione rimasterizzata, nel box set History of Terror edito nel 2006.
L'album non godette di una produzione particolarmente elaborata e venne stampato senza il libretto dei testi, con una copertina rudimentale raffigurante una figura incappucciata armata di ascia e mazzafrusto, sul retro della quale vennero inseriti i titoli delle canzoni, una foto del gruppo scattata in un bosco e i nomi dei musicisti e di chi collaborò con loro alla realizzazione del disco.
Nel 2011 fu ripubblicato per la prima volta da un'etichetta diversa dalla Metal Blade, ad opera dalla brasiliana Encore Records.

## Tracce
1. Plunging to Megadeath – 4:54
2. Outer Limits – 3:46
3. Horrorshow – 2:28
4. The Mansion – 3:05
5. There Are No Rules – 1:43
6. Valley of the Dolls – 1:07 – (strumentale)
7. Metal Merchants – 3:20
8. Hallows Eve (Including Routine) – 8:05

## Formazione
- Stacy Anderson – voce
- Skullator (Steve Shoemaker) – chitarra
- David Stuart – chitarra
- Tommy Stewart – basso
- Ronny Appoldt – batteria (tracce 1-5)
- Tym Helton  – batteria (tracce 6-8)

### Produzione
- Hallows Eve – produzione
- Brian Slagel – produzione esecutiva
- Randi Hamburg – grafica
- Stacy Anderson – concept art